# The Secret of Life: Partners, Volume Two
The Secret of Life: Partners, Volume Two é o trigésimo sétimo álbum de estúdio da cantora americana Barbra Streisand, lançado em 27 de junho de 2025 pela Columbia Records. Composto por duetos com outros artistas, é uma continuação de seu álbum de 2014, Partners.
As vendas do álbum estenderam o recorde de Streisand nas paradas da Billboard, com pelo menos um álbum no Top 40 em todas as décadas desde os anos 1960.

## Antecedentes e gravação
Barbra Streisand começou a gravar vocais para o novo álbum logo após concluir a narração do audiolivro de suas memórias, My Name Is Barbra — um projeto que pode ter influenciado o tom introspectivo de algumas faixas. A capa do álbum, que a mostra olhando pensativamente através de uma porta de tela, foi fotografada por sua nora, Kathryn Boyd Brolin, marcando uma colaboração familiar nos bastidores.
Entre as colaborações notáveis está um dueto com Bob Dylan, que havia convidado Streisand para trabalhar juntos décadas antes, finalmente concretizando a parceria tão aguardada em estúdio. O projeto também inclui Ariana Grande, reunindo-se com Streisand após sua apresentação ao vivo juntas no United Center de Chicago em agosto de 2019. A lista de convidados especiais inclui Josh Groban, o único artista a aparecer tanto em Partners (2014) quanto nesta sequência de 2025, e que já havia gravado com Streisand em 2002.

## Promoção
O anúncio do álbum em 30 de abril de 2025 coincidiu com o lançamento de "The First Time Ever I Saw Your Face", o single principal em parceria com Hozier. O dueto com Paul McCartney, "My Valentine", foi lançado em 16 de maio de 2025 como segundo single. O terceiro single, "Letter to My 13 Year Old Self" com Laufey, foi lançado em 6 de junho de 2025.

## Desempenho comercial
O álbum estreou em 31º lugar na Billboard 200 na semana de 12 de julho. Com isso, Streisand estendeu seu recorde como a mulher com mais álbuns no Top 40 na história da parada — agora totalizando 55 títulos — superando artistas como Aretha Franklin e Madonna, que têm 26 cada. O álbum também estreou em 4º lugar na parada Top Album Sales (com 18.000 cópias físicas vendidas), demonstrando sua relevância comercial após mais de seis décadas na indústria musical. De acordo com a Luminate, o álbum vendeu 25.000 cópias nas duas primeiras semanas nos EUA. Na segunda semana, vendeu 4.262 CDs e vinis na Amazon.com, liderando as vendas do site.

## Lista de faixas
Créditos adaptados da contracapa do serviço Tidal.
| The Secret of Life: Partners, Volume Two |                                       |                                                      |                              |         |  |
| N.º                                      | Título                                | Compositor(es)                                       | Parceiro(s) do dueto         | Duração |  |
| 1.                                       | "The First Time Ever I Saw Your Face" | Ewan MacColl                                         | Hozier                       | 4:33    |  |
| 2.                                       | "My Valentine"                        | Paul McCartney                                       | Paul McCartney               | 4:18    |  |
| 3.                                       | "To Lose You Again"                   | - Howard Lawrence - Jimmy Napes - Sam Smith          | Sam Smith                    | 3:43    |  |
| 4.                                       | "The Very Thought of You"             | Ray Noble                                            | Bob Dylan                    | 3:52    |  |
| 5.                                       | "Letter to My 13 Year Old Self"       | - Laufey Jónsdóttir - Spencer Stewart                | Laufey                       | 4:56    |  |
| 6.                                       | "One Heart, One Voice"                | - Walter Afanasieff - Jay Landers - Charlie Midnight | Mariah Carey & Ariana Grande | 5:19    |  |
| 7.                                       | "I Love Us"                           | - Bill Anderson - Steve Dorff                        | Tim McGraw                   | 4:36    |  |
| 8.                                       | "Secret O' Life"                      | James Taylor                                         | James Taylor                 | 3:35    |  |
| 9.                                       | "Fragile"                             | Gordon Sumner                                        | Sting                        | 4:46    |  |
| 10.                                      | "Where Do I Go from You?"             | - Desmond Child - Davitt Sigerson                    | Josh Groban                  | 3:22    |  |
| 11.                                      | "Love Will Survive"                   | - Afanasieff - Midnight - Kara Talve - Hans Zimmer   | Seal                         | 3:25    |  |
| Duração total:                           | Duração total:                        | Duração total:                                       | Duração total:               | 46:25   |  |

## Tabelas
| País — Parada musical (2025)          | Melhor posição |
| ------------------------------------- | -------------- |
| Australian Albums (ARIA)              | 63             |
| Áustria (Ö3 Austria Top 40)           | 14             |
| Bélgica (Ultratop Flandres)           | 59             |
| Bélgica (Ultratop Valônia)            | 60             |
| Países Baixos (Dutch Charts)          | 26             |
| Alemanha (Offizielle Deutsche Charts) | 22             |
| Escócia (Official Scottish Albums)    | 7              |
| Suíça (Schweizer Hitparade)           | 23             |
| Reino Unido (Official Albums Chart)   | 40             |
| Estados Unidos (Billboard 200)        | 31             |